# 1941. Криле над Берлин
1941. Криле над Берлин е руски военен филм на режисьора Константин Буслов. Филмът е пуснат на широк екран на 28 април 2022 г. Телевизионната премиера на филма се състои на 9 май 2023 г. по Първи канал.

## Сюжет
Филмът разказва за подготовката за първата бомбардировка на Берлин от съветски самолети през август 1941 г.
Сложността на задачата се състои не само в мощната противовъздушна отбрана на германските територии, но и в обхвата на полета. Ударната група от самолети DB-3 трябва да преодолее почти 1800 километра без презареждане. Маршрутът минава по линията: остров Езел (Сааремаа) – Свинемюнде – Щетин – Берлин на разстояние 1765 км, от които 1400 км над морето. Продължителността на полета е 7 часа. Основната защита срещу вражеските системи за противовъздушна отбрана мож да бъде само височината на полета, но това не е просто голяма височина, а максималната – 7 хиляди метра. Температурата навън достига минус 35 – 40 градуса, поради което стъклата на кабините на самолетите и стъклата на слушалките замръзват. Освен това пилотите трябва да работят с кислородни маски през цялото време в такава среда.
Вечерта на 7 август 15 самолета от 1-ви минно-торпеден авиационен полк на Балтийския флот излитат на бойна задача. Петте най-добри екипажа, водени от полковник Евгений Преображенски, вече са направили разузнавателен излет към столицата на Райха предишния ден. Точно те бомбардират Голям Берлин в полунощ. Останалите бомбардировачи са атакували военни цели в пристанищния град Щетин. „Моето място е Берлин! Задачата беше изпълнена. Да се върнем в базата!" Тези думи на радиста Василий Кротенко са излъчени на живо рано сутринта на 8 август 1941 г.
Картината на Константин Буслов разказва не само за малко известния подвиг на съветските летци, за тяхната самоотверженост, издръжливост и смелост, но и за това, че герой във войната не е суперчовек, а обикновен човек, случайно живял и оцелял в ужасното време на войната.

## Производство
Според Константин Буслов „целият сюжет на реални събития в този исторически факт е оставен непроменен“, променени са само „някои факти и подробности от гледна точка на хронологическата последователност“. Основната част от теренните снимки се състояха в района на Калуга на територията на комплекса Военфилм, където беше изграден пейзажът на летището. Беше планирано подготовката на съветските пилоти за полета до Берлин да се снима директно в Естония, но пандемията от COVID-19 направи корекции в снимките. Като алтернатива беше избрана Псковска област, стрелбата се проведе включително в град Изборск и село Сигово“.
Леонела Мантурова, за която участието във филма е дебютно, споделя на пресконференция, че за ролята си е учила естонски с учител шест месеца. филмовият консултант, пилотът Олег Улисов, играе в малък епизод.
Работното заглавие на филма по време на снимачния процес е фразата: „Свърших работата. Връщам се“, но преди пускането в страната през пролетта на 2022 г. филмът придобива окончателното си име „1941. Крила над Берлин.

## Автентичност на самолетите
Във филма е направена неточност: показани са самолети DB-3-2M-87, въпреки че всъщност DB-3F-2M-88, известен от 1942 г. като Ил-4, е участвал в нападението над Берлин. Това са самолети, произведени през пролетта на 1941 г., така че акцентът върху амортизацията на машините не е верен.
Филмът показва и самолети Messerschmitt Bf.109 K-4, въпреки че те започват да се доставят на войските през септември 1944 г.